# Solis (marka)

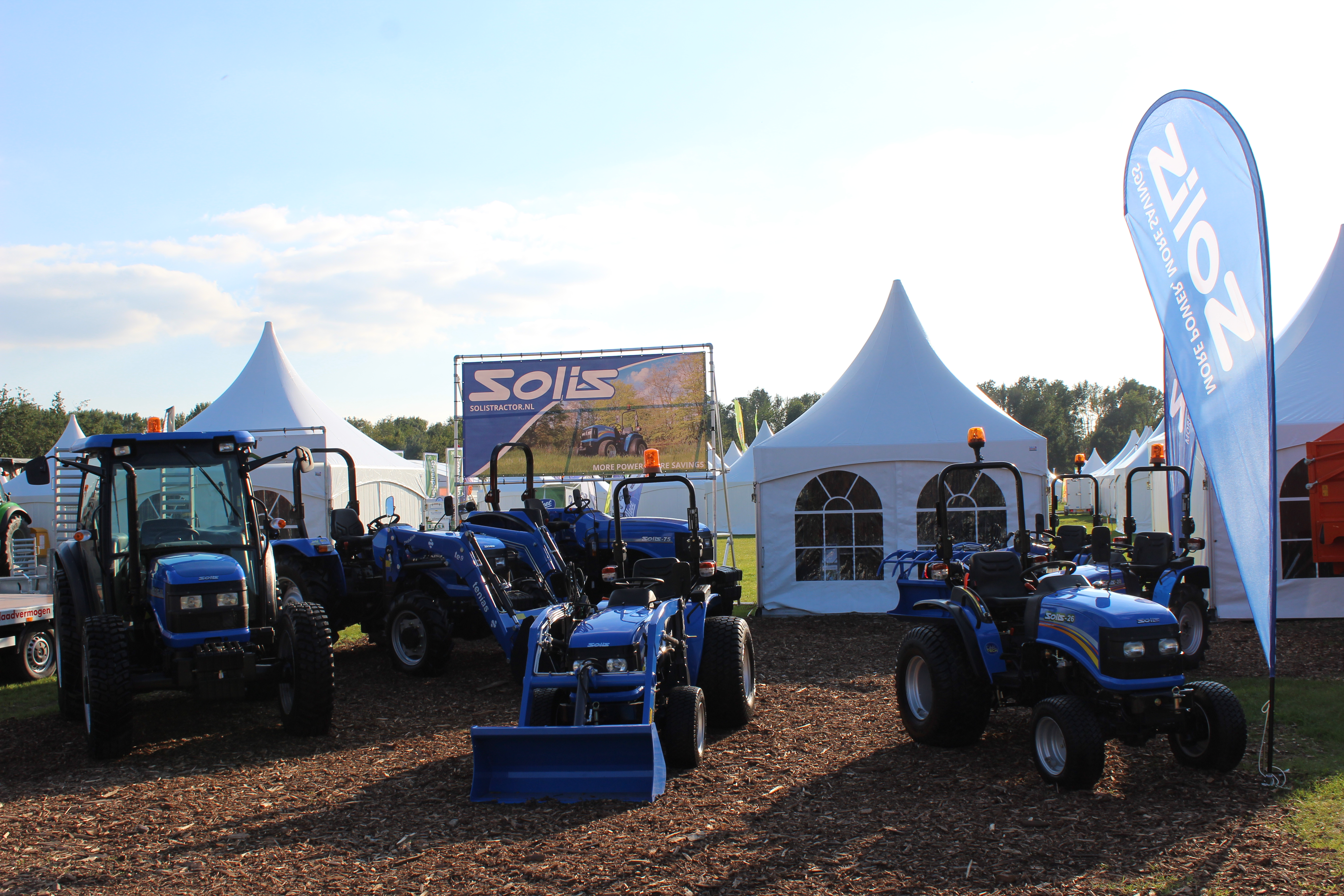
Traktory marki Solis w Holandii (2015)

Solis – marka firmy Sonalika International Tractors Limited (ITL) z Hoshiarpur w północnych Indiach, producenta ciągników i maszyn rolniczych.

## Historia marki
Firma ITL została założona w 1996 roku. Swoją działalność rozpoczęła od produkcji ciągników na rynek indyjski i przez lata stale zwiększała swoje moce produkcyjne. W 2019 roku ITL produkowało w swojej fabryce w prowincji Pendżab 80 000 kompaktowych ciągników o mocy od 20 do 90 KM (15–67 kW) rocznie, co czyniło ją jednym z trzech największych producentów ciągników w Indiach. W 2022 roku firma zatrudniała około 5000 osób  i osiągała roczny obrót w wysokości około 1 miliarda dolarów. Produkty firmy były eksportowane do 120 różnych krajów.
Na indyjskim rynku wewnętrznym ciągniki sprzedawane są pod marką „Sonalika” (pochodzącą od nazwy odmiany pszenicy, która w znacznym stopniu przyczyniła się do poprawy plonów tego zboża w Indiach), natomiast na rynek zagraniczny ciągniki eksportowane są pod marką „Solis”. Nazwa „Solis” ma być słowem zaczerpniętym z języka hiszpańskiego, pochodzącym od łacińskiej nazwy słońca.

## Produkty
Traktory marki Solis dzielone są na trzy serie:
- Seria S – uniwersalne ciągniki (16–125 KM),
- Seria N – ciągniki o wąskim rozstawie kół (60–90 KM),
- Seria H – przeznaczony do pracy w trudnym terenie (20–30 KM).

W 2022 roku model Solis H26 został sprzedany w Niemczech ponad 960 razy, więcej niż mocniejsze bestsellery, takie jak Fendt 700 Vario lub John Deere 6R.
Na targach LAMMA 2023 w Birmingham w Wielkiej Brytanii Solis zaprezentował model S26 EV, bezemisyjny ciągnik z silnikiem elektrycznym.